# Carl Christian von Støcken
Carl Christian von Støcken (2. maj 1799 i Holstebro – 19. januar 1874) var en dansk godsejer og politiker.
Han blev født i Holstebro, hvor hans fader, Carl Hartvig von Støcken (1768-1825), var konsumtionsforvalter; hans moder hed Ane Dons, f. Poulsen (død 1830). 
Han tog først 1818 landmåler- og 1826 dansk-juridisk eksamen og var derefter kongelig forvalter på hovedgården Kokkedal i Øster Han Herred, som da var i statens eje, men købte 1836 hovedgården Nibstrup i Børglum Herred.
Han var 1842-56 medlem af Hjørring Amtsråd og 1842-48 af stænderforsamlingen i Viborg (gav møde i alle 4 samlinger), desuden landvæsens- og tiendekommissær 1843-56 og medlem af bestyrelsen for amtets landboforening. 1849 søgte han forgæves valg til Folketinget, men var 1855-63 landstingsmand for 7. kreds. Han fik sæde i flere vigtige udvalg (om brokorns afløsning, om limfjordsfiskeri og om Københavns skatteforhold) og var 1857-58 og på ny 1863-64 statsrevisor. Sin gård solgte han 1858, men måtte på ny overtage den 1863 og ejede den indtil 1873, men var allerede 1856 flyttet til København og blev 1860 medlem af, 1863 formand for Bikubens repræsentantskab. 1856 fik han justitsråds titel. Han døde 19. januar 1874.
Han havde 1829 ægtet Helene Cæcilia Jespersen (1. juli 1797 – 2. marts 1879), datter af amtmand Christian Jespersen.